# Добжанский, Ян

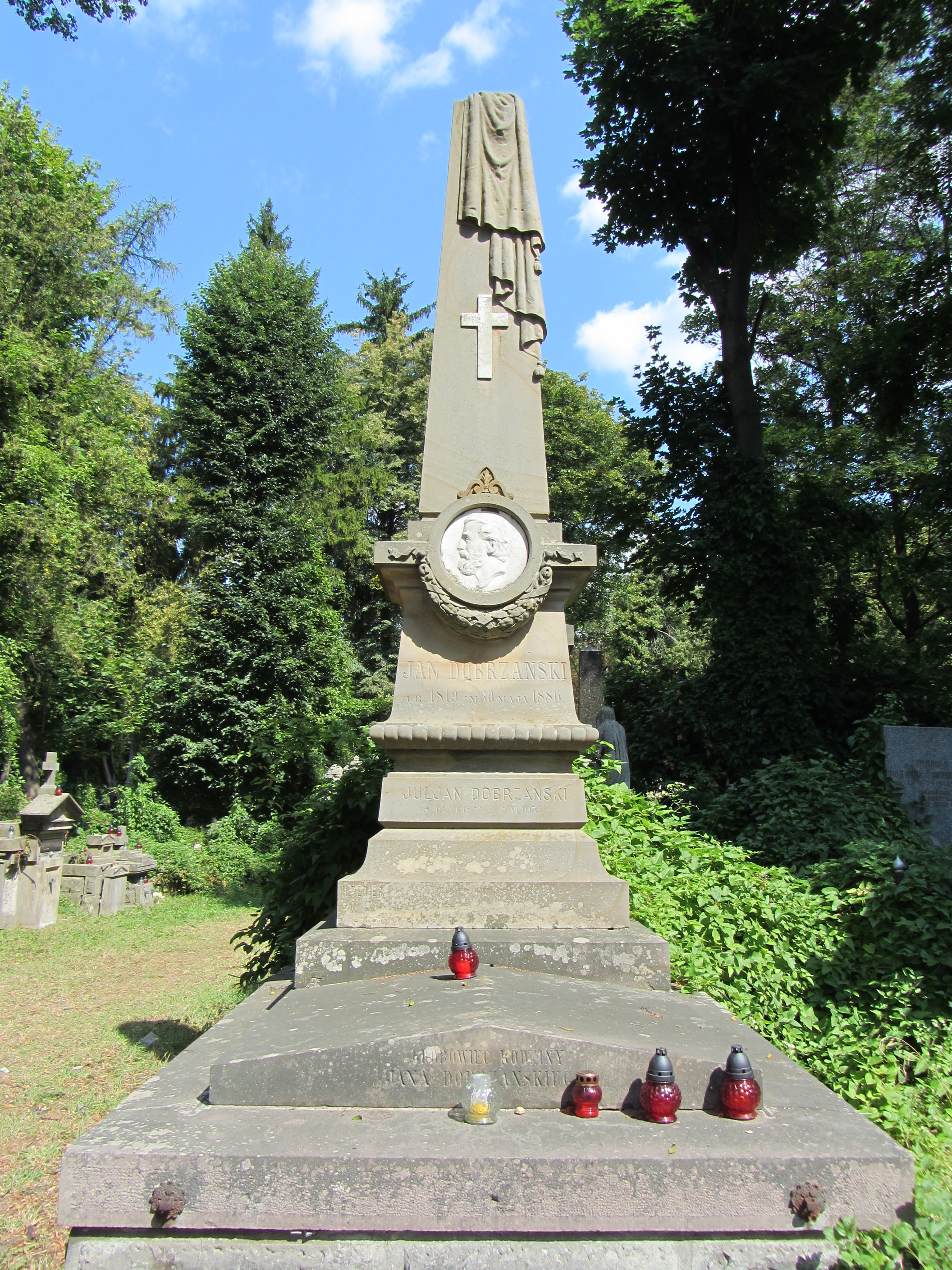
Могила Яна и его жены Юлианы Добжанских на Лычаковском кладбище Львова

Ян Добжанский (пол. Jan Dobrzański; 1819 или 1820 , с. Чёрна Австрийская империя (ныне Подкарпатское воеводство, Польша) — 30 мая 1886, Львов, Цислейтания, Австро-Венгрия) — польский журналист, поэт, прозаик, переводчик, театральный и общественный деятель. Основатель польского гимнастического общества «Сокол».

## Биография
Представитель шляхетского рода герба Сас. Изучал философию во Львовском университете. Учёбу не окончил, с 1841 года работал в редакции «Gazeta Lwowska», с 1845 года — во львовском литературном журнале «Dziennik Mód Paryskich». Подрабатывал, будучи домашним учителем Адама Станислава Сапеги.
Политический активист во время революции 1848—1849 годов. Был избран во Львовский национальный совет.
После подавления польского восстания во Львове (1-2 ноября 1848) был арестован австрийскими властями, отправлен в «уголовные батальоны», а затем — в тюрьму Йозефштадт, откуда вышел на свободу в 1850 году.
Известный менеджер львовской прессы. Считается одним из основателей современной польской журналистики. Участвовал в создании почти всех львовских периодических изданий и газет. В 1854 году основал журнал «Nowiny», со временем преобразованный в «Dziennik Literacki», который редактировал до 1865 года.
Один из создателей польского «Педагогического общества» (1868).
В 1875—1881 и 1883—1886 годах возглавлял Театр Скарбека во Львове. Внёс большой вклад в освобождение польской сцены во Львове от зависимости от немецко-язычного театра.